# Eugène Schueller
Eugène Paul Louis Schueller (20 tháng 3 năm 1881 – 23 tháng 8 năm 1957) là một dược sĩ người Pháp và một doanh nhân, người đã sáng lập ra L'Oréal, công ty hàng đầu thế giới về mỹ phẩm và làm đẹp. Ông là một trong những người sáng lập ra quảng cáo hiện đại.

## Sáng lập L'Oréal
Là một nhà hóa học trẻ tuổi người Pháp gốc Đức, Eugène Schueller tốt nghiệp năm 1904 từ Institut de Chimie Appliquée de Paris (nay là Chimie ParisTech). Schueller phát triển vào năm 1907 một công thức màu tóc đổi mới, mà ông gọi là Oréale. Ông đã xây dựng và sản xuất các sản phẩm của mình và bán cho các thợ làm tóc ở Paris.
Năm 1909, ông đăng ký công ty của mình, Société Française de Teintures Inoffensives pour Cheveux, tiền thân của L'Oréal. Các nguyên tắc hướng dẫn của công ty để có thể trở thành L'Oréal đã được đưa ra ngay từ đầu: nghiên cứu và đổi mới vì lợi ích của vẻ đẹp

## Hỗ trợ chủ nghĩa phát xít
Trong đầu thế kỷ XX, Schueller đã hỗ trợ tài chính và tổ chức các cuộc họp cho La Cagoule tại trụ sở chính của L'Oréal. La Cagoule là một nhóm theo chủ nghĩa phát xít, chủ nghĩa bài Do Thái và chống chủ nghĩa cộng sản người Pháp, lãnh đạo nhóm đã thành lập một đảng chính trị Mouvement Social Révolutionnaire (MSR, Phong trào Cách mạng Xã hội) tại nơi Pháp chiếm đóng đã hỗ trợ cộng tác với chính phủ Vichy từ Đức quốc xã.
L'Oréal đã thuê một số thành viên của nhóm làm giám đốc điều hành sau Thế chiến II, như Jacques Corrèze, người từng là Giám đốc điều hành của hoạt động tại Hoa Kỳ. Sự tham gia này đã được Michael Bar-Zohar nghiên cứu sâu rộng trong cuốn sách của ông, Bitter Scent.

## Gia đình
Con gái của Schueller, Liliane Bettencourt, là vợ góa của André Bettencourt cùng với bà sinh một con gái, Françoise Bettencourt Meyers, thành viên hội đồng quản trị L'Oréal. Françoise Meyers kết hôn với Jean-Pierre Meyers, cha mẹ ông đã chết trong trại tập trung của Đức quốc xã ở Auschwitz. Liliane Bettencourt hiện là người phụ nữ giàu có nhất thế giới, với số cổ phần ước tính là 36,4 tỷ USD.

## Di sản
Trụ sở chính của L'Oréal tại Clichy, Hauts-de-Seine đặt tên Centre Eugène Schueller.